# وزارة (هيئة تنفيذية جماعية)
يُشير لفظ وزارة (يُستخدم في العادة مسبوقًا بأداة التعريف أل، أي: الوزارة) إلى الهيئة الجماعية التي تضم وزراء الحكومة برئاسة رئيس الوزراء أو رئيس مجلس الوزراء. وتعني أيضًا بحسب تعريفها في قاموس أوكسفورد as “المدة التي تظل فيها الحكومة تحت رئاسة رئيس وزراء واحد ". وعلى الرغم من أن مصطلح “مجلس الوزراء” يُمكن في بعض الأحيان أن يُستخدم كمرادف للفظ وزارة، إلا أن الأخير يتميز باتساع مفهومه ويُمكن أن يشمل بعض أصحاب المناصب الإدارية الذين لا يحق لهم حضور اجتماعات مجلس الوزراء. وهناك ألقاب أخرى تُستخدم لوصف الهيئات الجماعية المشابهة منها، “الإدارة” (في الولايات المتحدة) أو “الحكومة” (في استعمالها الشائع في معظم الأنظمة البرلمانية).
ويستخدم هذا المصطلح في المقام الأول لوصف الحكومات المتعاقبة في المملكة المتحدة وكندا وأستراليا ونيوزيلندا والتي تشترك في التراث البرلماني السياسي. ففي المملكة المتحدة وأستراليا ونيوزيلندا، تبدأ وزارة جديدة عملها بعد كل انتخابات سواء تغير رئيس الوزراء أو ظل في منصبه. على سبيل المثال، عقب فوزها في الانتخابات العامة لعام 1979، قامت مارجريت تاتشر بوصفها رئيسة الوزراء في المملكة المتحدة بتشكيل وزارتها التي عُرفت باسم وزارة تاتشر الأولى. وعقب فوزها في الانتخابات العامة لعام 1983 قامت بتشكيل وزارة تاتشر الثانية، وهكذا. وفي كندا، لا يتم تشكيل وزارة جديدة إلا إذا سقطت الحكومة في الانتخابات.
من عام 1911 إلى عام 1933، في البرتغال، كان اللقب الرسمي لرئيس الوزراء هو “رئيس الوزارة” (البرتغالية: Presidente do Ministério) وهو ما يعكس وظيفته بأن يكون على رأس الوزارة الجماعية.